# Raymond Durand
Raymond Durand (Gap, 8 de julio de 1952) es un piloto de rally francés, ganador en el 2009 y 2010 del Campeonato del mundo FIA de Energías Alternativas.